# Амплитуда
1. Амплитуда (пиковое значение напряжения) {\displaystyle \scriptstyle {\hat {U}}};
2. Размах колебания (напряжение от пика до пика) {\displaystyle \scriptstyle 2{\hat {U}}};
3. Эффективное (среднеквадратическое) напряжение, для синусоидального колебания равно {\displaystyle \scriptstyle {\hat {U}}/{\sqrt {2}}};
4. Период колебания.

Амплиту́да (лат. amplitudo — значительность, обширность, величие, обозначается заглавной буквой А) — максимальное значение смещения или изменения переменной величины от среднего значения при колебательном или волновом движении. Неотрицательная скалярная величина, размерность которой совпадает с размерностью определяемой физической величины.
В общем случае гармоническое колебание математически записывается в виде:
{\displaystyle x(t)=A(t)\sin(\omega t+\varphi )}
или
{\displaystyle x(t)=A(t)\cos(\omega t+\varphi )},
где {\displaystyle x(t)} — отклонение колеблющейся величины в текущий момент времени {\displaystyle t} от среднего арифметического за период значения (например, в кинематике — смещение, отклонение колеблющейся точки от положения равновесия, в электротехнике — мгновенное значение напряжения или силы тока от среднего значения и др.);
{\displaystyle A(t)} — амплитуда колебания, то есть максимальное за период отклонение колеблющейся величины от среднего за период значения, размерность {\displaystyle A(t)} совпадает с размерностью {\displaystyle x(t),} в общем случае амплитуда зависит от времени, например, при затухающем собственном колебании осциллятора;
{\displaystyle \omega } (радиан/с, градус/с) — круговая (угловая) частота, показывающая, на сколько радиан (градусов) изменяется фаза колебания за 1 с;
{\displaystyle \varphi } (радиан, градус) — начальная фаза колебания.

## Амплитуда в разных разделах физики
- амплитуда для механического колебания тела (вибрация), для волн на струне или пружине — это расстояние и записывается в единицах длины;
- амплитуда звуковых волн и аудиосигналов обычно относится к амплитуде давления воздуха в волне, но иногда описывается как амплитуда смещения относительно равновесия (воздуха или диафрагмы говорящего). Её логарифм обычно измеряется в децибелах (дБ);
- для электромагнитного излучения амплитуда соответствует величине напряженности электрического и магнитного поля.

Форма изменения амплитуды называется огибающей.

## Формальное определение в радиотехнике
Амплитуда — наибольшее значение, которое принимает какая-либо величина, изменяющаяся по гармоническому закону.
Формальное определение предполагает применение термина «амплитуда» только для гармонической функции; «амплитуда» — модуль коэффициента перед гармонической функцией. В связи с этим термин «амплитуда» следует отличать от терминов, применимых к произвольным функциям:
- Максимальное значение сигнала — наибольшее мгновенное значение сигнала на протяжении заданного интервала времени[1][2];
- Минимальное значение сигнала — наименьшее мгновенное значение сигнала на протяжении заданного интервала времени[1][2];
- Размах сигнала — разность между максимальным и минимальным значениями сигнала на протяжении заданного интервала времени[1][2].